# Coupe Memorial 1954
Navigation
Édition précédente Édition suivante
La finale de l'édition 1954 de la Coupe Memorial est présentée au Maple Leaf Gardens de Toronto en Ontario et est disputé entre le vainqueur du Trophée George T. Richardson, remis à l'équipe championne de l'est du Canada et le vainqueur de la Coupe Abbott remis au champion de l'ouest du pays.

## Équipes participantes
- Les Teepees de Saint Catharines de l'Association de hockey de l'Ontario, en tant que champion du Trophée George T. Richardson.
- Les Oil Kings d'Edmonton de la Ligue de hockey centrale de l'Alberta en tant que vainqueur de la Coupe Abbott.

### Résultats
| Match | Vainqueur                   | Résultat | Perdant                     | Lieu               |
| ----- | --------------------------- | -------- | --------------------------- | ------------------ |
| 1     | Teepees de Saint Catharines | 8-2      | Oil Kings d'Edmonton        | Maple Leaf Gardens |
| 2     | Teepees de Saint Catharines | 5-3      | Oil Kings d'Edmonton        | Maple Leaf Gardens |
| 3     | Teepees de Saint Catharines | 4-1      | Oil Kings d'Edmonton        | Maple Leaf Gardens |
| 4     | Oil Kings d'Edmonton        | 3-3      | Teepees de Saint-Catharines | Maple Leaf Gardens |
| 5     | Teepees de Saint Catharines | 6-2      | Oil Kings d'Edmonton        | Maple Leaf Gardens |

## Effectifs
Voici la liste des joueurs des Teepees de Saint Catharines, équipe championne du tournoi 1954 :
- Entraîneur : Rudy Pilous
- Gardiens : Marv Edwards et Reg Truax.
- Défenseurs : Nelson Bullock, Ian Cushenan, Jack Higgins et Elmer Vasko.
- Attaquants : Jack Armstrong, Hugh Barlow, Hank Ciesla, Barry Cullen, Brian Cullen, Cecil Hoekstra, Pete Koval, Bob Maxwell, Don McLean, Wimpy Roberts et Chet Warchol.